# Elena Bonzanigo
Elena Bonzanigo (* 18. Februar 1897 in Bellinzona; † 1. November 1974 in Locarno; heimatberechtigt in Bellinzona und Zürich) war eine Schweizer Schriftstellerin aus dem Kanton Tessin.

## Leben
Elena Bonzanigo wurde als Tochter des Ingenieurs Rocco Bonzanigo und der Lina Gatti geboren. Sie heiratete den Arzt Peter Hoppeler. Nach der in Italien verbrachten Kindheit und Schulzeit bildete sie sich in Genf und London sprachlich und künstlerisch weiter.
Bonzanigo widmete sich zuerst der Malerei, wandte sich später aber der Schriftstellerei zu. So veröffentlichte sie 1928 die Erzählung Memorie di un campanile, 1931 folgte der Gedichtband La sorgente und 1938 schrieb sie die Storielle primaverili. Literarische Beachtung fand sie mit den Romanen Serena Seròdine (1944; Schiller-Preis), Oltre le mura (1955), La conchiglia (1963, Lyceum-Preis) und der Erzählung Viaggio di notte (1958). Die Handlungen ihrer Werke sind von Alessandro Manzoni inspiriert und nehmen Personen und Ereignisse der Tessiner Geschichte zum Ausgangspunkt.
Darüber hinaus schrieb Bonzanigo für Cenobio und den Corriere del Ticino und verfasste Hörspiele für das Radio della Svizzera italiana.